# Dennō Coil
Dennō Coil (電脳コイル?, Dennō koiru, lett. "La spirale del cervello elettronico"), conosciuto anche con il titolo Coil — A Circle of Children, è un anime di genere fantascientifico in 26 episodi realizzato dallo studio Madhouse, mandato in onda per la prima volta il 12 maggio 2007 sul canale televisivo NHK Educational TV della TV di Stato giapponese NHK e conclusosi il 1º dicembre dello stesso anno. In Italia i diritti sono stati acquistati dalla Dynit ed è stato trasmesso su Rai 4 dal 30 settembre 2012 al 7 aprile 2013 la domenica mattina.
Contemporaneamente alla resa televisiva, sono state prodotte una serie manga e diversi romanzi. Il manga, di genere shōjo, è pubblicato nella rivista Ciao della Shogakukan a partire dall'uscita di agosto del 3 luglio 2007, grazie al lavoro di Mizuki Kuze. Il 31 ottobre 2007 è stato pubblicato l'unico tankōbon.
I romanzi invece, a cura di Yūko Miyamura, sono stati pubblicati dalla Tokuma Shoten dal 19 aprile 2007 al 20 novembre 2010 per un totale di 13 volumi.

## Trama
Nel 2015, undici anni prima dell'inizio delle vicende narrate, l'umanità compie passi da gigante nello sviluppo di tecnologie relative alla realtà aumentata, che presto diventano di uso comune. Nel 2026 la giovane Yūko Okonogi si trasferisce con la famiglia a Daikoku, una delle città in cui si sente maggiormente l'influsso di questa tecnologia: buona parte dei ragazzini della sua età infatti gioca con occhiali e visori speciali, attraverso cui percepiscono elementi virtuali integrati con il mondo reale.
Le avventure della ragazzina iniziano quando il suo "pet" animale elettronico virtuale (電脳ペット?, Dennō petto), il cane Densuke, viene assalito e infettato da un illegal, una sorta di virus di provenienza ignota che si sposta per il cyberspazio. È in quell'occasione che incontra Fumie Hashimoto, che la farà entrare a far parte dell'"agenzia di cyber investigazioni Coil" (コイル電脳探偵局?, Koiru dennō tantei kyoku), capeggiata dalla nonna paterna di Yūko. Grazie a quest'agenzia le ragazze e gli altri membri sono dotati di software in grado di manipolare il cyberspazio, così da poter indagare sulle misteriose sparizioni di persone nell'"altra realtà". Yūko ed i suoi amici scopriranno più di quanto previsto sulla vera natura e gli scopi di queste nuove tecnologie.

## Terminologia
Alcuni dei termini usati per descrivere eventi e oggetti del mondo virtuale di Dennō Coil:
- Cyber occhiali: speciali visori che permettono a chi li indossa di osservare la realtà aumentata che potenti server connessi in rete sovrappongono allo spazio normale. È quindi possibile interagire con gli elementi virtuali (oggetti, animali, piante) che esistono soltanto nel cyberspazio (o realtà virtuale). Gli occhiali possiedono un proprio sistema operativo, fungono anche da computer e da cellulare, i loro proprietari possono installarvi anche particolari app, alcune delle quali di genere vietato dalle autorità.
- Imago: è una funzione sperimentale dei cyber occhiali, secondo quanto si afferma in rete consentirebbe di percepire la presenza degli "spazi obsoleti" direttamente con la mente e di influenzare il mondo virtuale con il pensiero. Comunque tale funzione è disabilitata dal produttore degli occhiali probabilmente per gli effetti collaterali estremamente negativi che produce.
- Spazio obsoleto: il cyberspazio viene mantenuto costantemente aggiornato ma, dal momento che risiede su più server che non sempre sono perfettamente sincronizzati tra loro, può avvenire a volte che in alcune piccole aree rimangano vecchie versioni che quindi prendono il nome di "spazi obsoleti". Generalmente vengono individuate ed eliminate in breve tempo da speciali software di controllo del mondo virtuale.
- Encode: disegno tracciato per terra, generalmente con un gessetto, dagli encoder, gli hacker della realtà virtuale. Questi disegni si comportano come programmi e servono per manipolare il cyberspazio e gli oggetti virtuali che contiene.
- Illegal (イリーガル?, Irīgaru): sostanze elettroniche non ammesse, paragonabili a bug o virus informatici. Sono visualizzate come masse nere di forma variabile con due occhi lucenti. Si nutrono di Meta-bug e non sono in grado di sopravvivere nel cyberspazio "normale", a meno che non infettino qualche pet virtuale. La loro presenza nello spazio normale causa l'apparizione di una sorta di "nebbia elettronica".
- NULL (ヌル?, Nuru): particolari illegal di forma umanoide che tentano di trascinare le persone "dall'altra parte".
- Meta (メタ?, Meta): una sorta di moneta virtuale, non consistente in "monete" ma in nuclei elettronici di sostanza virtuale vagamente simili a gemme chiamati "Meta-bug ("メタバグ?, Metabagu). Il loro valore dipende dalla rarità e dalle caratteristiche della particolare sostanza di cui sono composti.
- Metatag (メタタグ?, Metatagu): alcuni esperti programmatori sanno ricavare i Metatag dai Meta-bug con speciali procedimenti. Come dice il nome stesso (tag vuol dire infatti etichetta) sono una sorta di pergamene, ispirati dagli ofuda, da attaccare agli oggetti del mondo virtuale per modificarne le proprietà.
- Kira-bug (キラバグ?, Kirabagu): Meta-bug composti di una sostanza speciale che si trovano all'interno degli illegal, sono estremamente rari ed hanno un elevato valore.
- Dominio (ドメイン?, Domein): sono le zone in cui è diviso il cyberspazio. Viene distinto in dominio stradale, controllato dagli amministratori municipali del cyberspazio, e dominio privato, come templi, scuole e ospedali, sotto la giurisdizione dei rispettivi ministeri, e pertanto privi del controllo amministrativo.
- Pet virtuale (電脳ペット?, Dennō petto): conosciuto anche come "pet-maton" è un cucciolo virtuale visibile soltanto con i cyber-occhiali. Pare che alcuni illegal siano attratti da loro e che tentino di infettarli.
- L'altra parte: pare sia uno spazio obsoleto molto vecchio e viene così chiamato in certe leggende metropolitane che circolano in rete, dove si racconta di persone che vi si sono ritrovate senza più avere la possibilità di ritornare nel mondo reale: il loro corpo reale moriva o entrava in coma e la loro "anima" e il loro corpo virtuale rimanevano intrappolati. Anche se forse sono tutte storie inventate, è comunque buona norma per chi entra in spazi obsoleti di una versione molto vecchia (precedente alla 5.20), di non togliersi mai i cyber occhiali prima di esserne uscito.

## Personaggi principali

### Personaggi reali

Yūko Okonogi, la sorella minore Kyōko e il cane virtuale Densuke

Yūko Okonogi (小此木 優子?, Okonogi Yūko)
La protagonista, si trasferisce da Kanazawa nella città di Daikoku con i genitori e la sorellina Kyōko. Il nonno le lasciò in regalo un pet virtuale, il cane Densuke, e gli speciali occhiali per vederlo. Entra a far parte dell'agenzia di cyber investigazioni Coil (コイル電脳探偵局?, Koiru dennō tantei kyoku) gestita dalla nonna come ottavo membro. Viene soprannominata "Yasako" (ヤサコ?, "ragazza gentile"), che è un altro modo di leggere i kanji del suo nome, ma è scritto in katakana.
Yūko Amasawa (天沢 勇子?, Amasawa Yūko)
Una encoder (暗号?, angō), ovvero una sorta di hacker in grado di modificare il cyberspazio. Per farlo usa dei gessetti con i quali crea degli script molto sofisticati. Va a caccia di illegal e dei relativi elementi speciali in essi contenuti, così da ottenere l'abilità in grado di ritrovare il fratello sparito nel cyberspazio. Viene soprannominata "Isako" (イサコ?, "ragazza coraggiosa"), soprannome che è anch'esso un'altra lettura del nome scritta in katakana, e ha un carattere a prima vista freddo e altezzoso.
Megabaa (メガばあ?)
Soprannome di Sanae Okonogi (小此木早苗?, Okonogi Sanae), è la nonna paterna della protagonista, una esperta programmatrice che gestisce il "piccolo negozio cibernetico di dolci Megashiya" (電脳駄菓子屋「メガシ屋」?, Dennō dagashiya 「Megashiya」), nel quale vende software, Metatag e vari strumenti virtuali. È il capo dell'agenzia di cyber investigazioni Coil (コイル電脳探偵局?, Koiru dennō tantei kyoku) in cui militano diversi bambini della città, compresa sua nipote. Il suo soprannome deriva dalla crasi di "occhiali" (メガネ?, megane) e "nonna" (ばあちゃん?, baachan).
Tamako Harakawa (原川 玉子?, Harakawa Tamako)
Chiamata anche "zia" (オバちゃん?, Oba-chan) da Ken'ichi e, successivamente, dai suoi amici, è una degli amministratori del cyberspazio. Ha diciassette anni ed è veramente la zia di Ken'ichi Harakawa. Il giovane ha ricevuto da lei l'opportunità di poter dare ordini ai Sacchi come se fossero dei pet, anche se solo per un minuto di tempo. Data la sua qualifica di amministratrice è suo compito fare in modo che la realtà del cyberspazio non venga sovvertita, per cui utilizza la sua abilità nell'encoding e nell'uso e creazione di Metatag per fermare gli interventi di persone come Isako.
Kyōko Okonogi (小此木 京子?, Okonogi Kyōko)
Sorella minore di Yūko, una bambina in età prescolare che ha l'abitudine di puntare il dito verso chiunque e qualunque cosa e dire "Cacca!".
Fumie Hashimoto (橋本 文恵?, Hashimoto Fumie)
La prima nuova amica della protagonista, una ragazzina esperta nell'uso di Metatag e altri strumenti virtuali. Sarà lei a spiegare i concetti alla base del mondo virtuale alla protagonista e ad aiutarla quando Densuke si troverà nei guai. Nell'"agenzia di cyber investigazioni Coil" (コイル電脳探偵局?, Koiru dennō tantei kyoku) ha il numero 7 essendo entrata come settimo membro.
Akira Hashimoto (橋本アキラ?, Hasimoto Akira)
Soprannominato "Quartino" (4年?, Yonen, lett. "Quartoanno") appunto perché frequenta il quarto anno delle elementari, fa parte del "Club degli Heikù di Daikoku" (大黒黒客倶楽部?, Daikoku Heikū Kurabu, dove "Heiku" è la parola cinese per "hacker"). È il fratello di Fumie, dalla quale è soggiogato; in effetti il suo scarso coraggio lo rende poco popolare anche all'interno del club stesso. Possiede un pet virtuale che utilizza per funzioni di spionaggio.
Ken'ichi Harakawa (原川 研一?, Harakawa Ken'ichi)
Soprannominato "Haraken" (ハラケン?), è il presidente del club di biologia della sua scuola, nonché quinto membro dell'agenzia investigativa, è un ragazzo molto intelligente ma anche solitario e taciturno. Svolge ricerche personali sugli illegal per scoprire se un incidente che causò la morte di una sua compagna del club fosse opera loro. Suo padre è un ingegnere che lavora in una società che produce pet virtuali.
Daichi Sawaguchi (沢口 ダイチ?, Sawaguchi Daichi)
Inizialmente capo del "Club degli Heikù di Daikoku" (大黒黒客倶楽部?, Daikoku Heikū Kurabu, dove "Heiku" è la parola cinese per "hacker"), Isako l'ha poi soppiantato dalla carica ed estromesso dal gruppo. Daichi è un ragazzino molto vivace, scalmanato ed un po' pieno di sé, ma viene spesso messo in riga dal suo forzuto padre. Gioca spesso a fare dei dispetti a Fumie con cui ha una relazione conflittuale che nasconde i suoi veri sentimenti.
Kanna Ashihara (葦原 かんな?, Ashihara Kanna)
Amica d'infanzia di Haraken, è morta l'anno precedente in un incidente d'auto sospettosamente sagomato da un'autovettura autonoma sul famigerato incrocio stradale Hazama. Haraken, che si sente ancora in colpa per la sua morte a causa di un litigio avvenuto poco prima, dalla lettura di un suo diario scopre che lei era segretamente innamorata di lui ed è convinto che la sua anima sia rimasta intrappolata "dall'altra parte" e che lo stia ancora chiamando per essere aiutata a ritornare.

### Personaggi virtuali
Densuke (デンスケ?)
È il cucciolo virtuale di Yasako. Molto fedele verso i suoi padroni, tanto che non ha paura di rischiare la propria vita nel caso Yasako o Kyōko ne avessero bisogno. Viene regalato dal nonno paterno, come eredità dopo la sua morte. Aprendo la serratura del collare che porta con sé, Densuke è in grado di rivelare l'entrata per il "Dominio Coil".
Sacchi (サッチー?, Sacchī)
Sono dei bot che pattugliano le strade del cyberspazio allo scopo di eliminare bug, virus, software modificato, zone di spazio in cui i domini sono sovrascritti, e tutto quanto può arrecare danno al corretto funzionamento della Daikoku virtuale, sono in grado formattare con dei raggi laser. Uno dei modi per sfuggire loro è nascondersi in case private, scuole e templi, ovvero in luoghi che non sono soggetti alla giurisdizione degli amministratori municipali del cyberspazio. Si chiamano Searchmaton (サーチマトン?, Sāchimaton) ma sono noti soprattutto con il vezzeggiativo "Sacchi", in quanto ripetono continuamente la frase "Mi chiamo Sacchi, tanto piacere" (「ぼくサッチー、よろしくね」?, Boku Sacchī, yoroshiku ne). Hanno una voce infantile, due "mani" adunche e una faccina sorridente disegnata sul loro "corpo" ovoidale.
Kyuchan (キュウちゃん?, Kyuuchan)
Letteralmente "piccola sfera", sono entità sferiche alloggiate nei Sacchi, da cui si possono separare per poi fluttuare "nell'aria" e pattugliare così più efficacemente anche gli angoli più nascosti del cyberspazio. Infatti un Searchmaton non è in grado di percepire oggetti illegali al di fuori di un raggio di 20 metri.
Oyaji (オヤジ?)
Il pet virtuale di Fumie, una bizzarra creaturina bipede dall'aspetto umanoide. Fumie lo sfrutta per le sue investigazioni, infatti afferma che non è un pet ma un "servitore". Il suo nome, scritto in katakana, si legge come la parola "vecchietto" in giapponese (in kanji 親爺, 親父 o 老爺).
Signorina Michiko (ミチコさん?, Michiko-san)
È una misteriosa illegal protagonista di terribili leggende metropolitane che circolano in rete. Soprattutto i bambini credono che la signorina Michiko fosse una normale studentessa che un giorno si sia misteriosamente ritrovata "dall'altra parte" e non sia più stata capace di ritornare. Ora sembra in grado di attirare nel mondo virtuale anche le altre persone.
4423 (よんよんにいさん?, Yon-yon-nii-san)
Le ultime due cifre sono lette Nii-san, che in giapponese è omofono di "fratello maggiore". Si tratta di un personaggio misterioso che Yūko Okonogi ricorda di aver incontrato tanti anni prima, quando da piccola si era persa in città in occasione del funerale del nonno. Si tratta di un ricordo remoto e semidimenticato, forse molto importante, forse soltanto un sogno.

## Anime
La serie animata è andata in onda in Giappone dal 12 maggio al 1º dicembre 2007 sul canale NHK Kyōiku Television (conosciuto anche come NHK Educational TV) della NHK, ogni sabato alle 18:30, durante la fascia di massimi ascolti del pre-serale. La serie consta di 26 episodi, raccolti in seguito anche in DVD, i primi dei quali in edizione limitata e con inserti speciali. I primi tre episodi sono stati proiettati in Italia al Future Film Festival del 2008. In Italia i diritti sono stati acquistati dalla Dynit, che lo ha annunciato al Lucca Comics & Games 2011, e l'anime è stato trasmesso su Rai 4 dal 30 settembre 2012 al 7 aprile 2013 la domenica mattina. La Dynit ha pubblicato la serie in un unico box contenente quattro DVD il 24 aprile 2013.

### Sigle
Sigla iniziale
"Prism" (プリズム?, Purizumu) testo e musica di Ayako Ikeda, arrangiamento di Tattoo, cantata da Ayako Ikeda.
Sigla finale
"Sora no kakera" (空の欠片? "Frammenti del cielo"), testo e musica di Ayako Ikeda, arrangiamento di Tattoo, cantata da Ayako Ikeda.
Le sigle dell'edizione italiana sono quelle originali giapponesi.

### Doppiaggio
L'edizione italiana è stata curata dalla Dynit. Il doppiaggio è stato effettuato presso lo Studio P.V. sotto la direzione di Donatella Fanfani.
| Personaggi                  | Giapponese       | Italiano             |
| --------------------------- | ---------------- | -------------------- |
| Yūko Okonogi (Yasako)       | Fumiko Orikasa   | Benedetta Ponticelli |
| Yūko Amasawa (Isako)        | Hōko Kuwashima   | Beatrice Caggiula    |
| Sanae Okonogi (Megabaa)     | Reiko Suzuki     | Giuliana Nanni       |
| Kyōko Okonogi               | Akiko Yajima     | Anna Mazza           |
| Fumie Hashimoto             | Sachiko Kojima   | Jolanda Granato      |
| Densuke                     | Tomohisa Asō     | Pietro Ubaldi        |
| Ken'ichi Harakawa (Haraken) | Romi Park        | Andrea Oldani        |
| Tamako Harakawa             | Junko Noda       | Loretta Di Pisa      |
| Daichi Sawaguchi            | Rie Saitō        | Massimo Di Benedetto |
| Akira Hashimoto             | Yumiko Kobayashi | Donatella Fanfani    |
| Shizue Okonogi              | Mami Kingetsu    | Tania De Domenico    |
| Sōsuke Nekome               | Kōji Yusa        | Davide Albano        |
| Takeru Nekome               | Aiko Hibi        | Renato Novara        |
| Denpa                       | Kikumi Umeda     | Renata Bertolas      |
| Gachagiri                   | Mayumi Yamaguchi | Stefano Pozzi        |
| Namekawa                    | Yūsuke Numata    | Marco Benedetti      |
| Nobuhiko Amasawa            | Daisuke Kishio   | Simone Lupinacci     |
| Illegal                     | Kōji Yada        | Silvio Pandolfi      |
| Mamma di Yasako             | Mami Kingetsu    | Tania De Domenico    |

### Programmazione speciale
Dato il grande successo della serie, durante la trasmissione in prima visione ha visto ulteriori riproposizione degli episodi già trasmessi:
Ancora in tempo per Dennō Coil! (『まだ間に合う! 電脳コイル』?, Mada ma ni au! Dennō Coiru)
Il 18 maggio 2007 dalle 19:18 alle 19:43 (dalle 12:18 alle 12:43 in Italia)
Replica del 1º episodio.
Dennō Coil encore (『電脳コイル アンコール』?, Dennō Coiru ancōru)
Il 16 giugno 2007 dalle 15:00 alle 17:00
Replica dei primi 5 episodi.
Dennō Coil, ricerca libera (『電脳コイル自由研究』?, Dennō Coiru jiyū kenkyū)
Il 25 agosto 2007 dalle 18:30 alle 18:55
Riassunto della storia fino all'episodio 13, assieme alle seiyū di Isako e di Fumie.
Dennō Coil riepilogo intero (『電脳コイル総復習』?, Dennō Coiru sōfukushū)
Il 3 novembre 2007 dalle 18:30 alle 18:55
Selezione di scene degli episodi dal 1º al 22º con le sigle senza crediti.
Dennō Coil special (『電脳コイル スペシャル』?, Dennō Coiru supesharu)
Il 1º gennaio 2008 dalle 17:00 alle 18:30
Selezione di scene dall'intera serie per un totale di 90 minuti di filmato completo.

## Light novel
La versione light novel di Dennō Coil è a cura di Yūko Miyamura, ed è edita in Giappone dalla Tokuma Shoten. Conta in tutto tredici volumi. Nonostante si basi sulla stessa storia dell'anime, e ne condivida anche l'inizio, questa versione cartacea si accentra maggiormente nella storia, anche con varie differenze nella stessa, giungendo a differenze che possono essere anche abbastanza ampie tra le due versioni.
| Nº | Giapponese 「Kanji」 - Rōmaji       | Data di prima pubblicazione              | Data di prima pubblicazione |
| Nº | Giapponese 「Kanji」 - Rōmaji       | Giapponese                               |                             |
| 1  | 「電脳コイル１」 - Dennō koiru 1    | 19 aprile 2007 ISBN 978-4-19-850743-5    |                             |
| 2  | 「電脳コイル２」 - Dennō koiru 2    | 20 luglio 2007 ISBN 978-4-19-850752-7    |                             |
| 3  | 「電脳コイル３」 - Dennō koiru 3    | 18 ottobre 2007 ISBN 978-4-19-850760-2   |                             |
| 4  | 「電脳コイル４」 - Dennō koiru 4    | 24 gennaio 2008 ISBN 978-4-19-850768-8   |                             |
| 5  | 「電脳コイル５」 - Dennō koiru 5    | 15 aprile 2008 ISBN 978-4-19-850780-0    |                             |
| 6  | 「電脳コイル６」 - Dennō koiru 6    | 18 luglio 2008 ISBN 978-4-19-850793-0    |                             |
| 7  | 「電脳コイル７」 - Dennō koiru 7    | 1º dicembre 2008 ISBN 978-4-19-850805-0  |                             |
| 8  | 「電脳コイル８」 - Dennō koiru 8    | 2 maggio 2009 ISBN 978-4-19-850822-7     |                             |
| 9  | 「電脳コイル９」 - Dennō koiru 9    | 17 settembre 2009 ISBN 978-4-19-850835-7 |                             |
| 10 | 「電脳コイル10」 - Dennō koiru 10   | 24 dicembre 2009 ISBN 978-4-19-850849-4  |                             |
| 11 | 「電脳コイル１１」 - Dennō koiru 11 | 31 marzo 2010 ISBN 978-4-19-850857-9     |                             |
| 12 | 「電脳コイル１２」 - Dennō koiru 12 | 2 agosto 2010 ISBN 978-4-19-850864-7     |                             |
| 13 | 「電脳コイル１３」 - Dennō koiru 13 | 19 novembre 2010 ISBN 978-4-19-850874-6  |                             |

## Manga
A partire dal numero di agosto 2007, uscito il del 3 luglio 2007, sulla rivista Ciao della Shogakukan è iniziata la serializzazione del manga di Dennō Coil, a cura di Mizuki Kuze. Il 31 ottobre 2007 è uscito l'unico tankōbon della serie, con all'interno varie differenze con la serie animata.

## Volumi speciali
- (JA) Dennō Coil character book (『電脳コイル キャラクターブック』?), Shogakukan, 2007, ISBN 978-4-09-280061-8.
- (JA) Dennō Coil access guide book ( 『電脳コイル アクセスガイドBOOK』?), Tokuma Shoten, 2007, ISBN 978-4-19-720251-5.
- (JA) Romance album Dennō Coil (『ロマンアルバム 電脳コイル』?), Tokuma Shoten, 2007, ISBN 978-4-19-720253-9.

## Accoglienza
Dennō Coil, assieme ad altri tre prodotti d'animazione, ha vinto nel 2007 il "Premio Eccellenza" al Japan Media Arts Festival. Tra gli altri vincitori di questo premio figura anche Sfondamento dei cieli Gurren Lagann, mentre il Primo Premio (大賞?, Taishō) fu vinto da Un'estate con Coo. Al settimo Tokyo International Anime Fair, Dennō Coil, assieme a Sfondamento dei cieli Gurren Lagann, ha ricevuto un premio per aver vinto nella categoria televisiva. Nel 2008 Dennō Coil è inoltre stato premiato con il prestigioso Premio Seiun come miglior media.